# Pelota basca nos Jogos Pan-Americanos de 2019 - Pelota de goma frontón em duplas femininas
A categoria pelota de goma frontón duplas femininas foi disputada nas competições da pelota basca nos Jogos Pan-Americanos de 2019, em Lima. Foi realizada em Villa María del Triunfo de 4 a 10 de agosto.

## Calendário
Horário local (UTC-5).
| Data         | Horário | Fase                |
| ------------ | ------- | ------------------- |
| 4 de agosto  | 14:07   | Fase preliminar     |
| 9 de agosto  | 15:22   | Disputa pelo bronze |
| 10 de agosto | 11:38   | Final               |

## Medalhistas
| Ouro   | MEX Dulce Figueroa e Laura Puentes   |
| Prata  | CUB Yasmary Medina e Daniela Darriba |
| Bronze | ARG Sabrina Blason e Melina Spahn    |

## Resultados

### Fase preliminar
A fase preliminar consistiu em um grupo único em que todas as duplas se enfrentaram uma vez. Ao final da fase, as duas primeiras colocadas disputaram a final pelo ouro, enquanto a terceira e a quarta disputaram o bronze.
| Pos | Equipe                                              | J | V | D | GP  | GC  | SG   | Pts |
| --- | --------------------------------------------------- | - | - | - | --- | --- | ---- | --- |
| 1   | México (MEX) Dulce Figueroa Laura Puentes           | 4 | 4 | 0 | 120 | 31  | +89  | 12  |
| 2   | Cuba (CUB) Yasmary Medina Daniela Darriba           | 4 | 3 | 1 | 107 | 66  | +41  | 10  |
| 3   | Argentina (ARG) Sabrina Andrade Blason Melina Spahn | 4 | 2 | 2 | 92  | 82  | +10  | 8   |
| 4   | Peru (PER) Jessenia Bernal Arévalo Mia Rodríguez    | 4 | 1 | 3 | 54  | 93  | −39  | 6   |
| 5   | Chile (CHI) Julieta Domínguez Maritxu Bastarrica    | 4 | 0 | 4 | 19  | 120 | −101 | 4   |

Horário local (UTC-5).
| 4 de agosto 14:07 Relatório | Andrade Blason – Spahn | 0-2 | Figueroa – Puentes | Centro de Esportes de Villa María del Triunfo Árbitro(s): Rolando Antonio Casteleiro (CUB) |
| 4 de agosto 14:07 Relatório | (2-15, 5-15)           |     |                    | Centro de Esportes de Villa María del Triunfo Árbitro(s): Rolando Antonio Casteleiro (CUB) |

| 4 de agosto 14:53 Relatório | Medina – Darriba | 2-0 | Domínguez – Bastarrica | Centro de Esportes de Villa María del Triunfo Árbitro(s): Jorge Luis Balbi (ARG) |
| 4 de agosto 14:53 Relatório | (15-1, 15-3)     |     |                        | Centro de Esportes de Villa María del Triunfo Árbitro(s): Jorge Luis Balbi (ARG) |

| 5 de agosto 14:04 Relatório | Andrade Blason – Spahn | 1-2 | Medina – Darriba | Centro de Esportes de Villa María del Triunfo Árbitro(s): Pedro López (MEX) |
| 5 de agosto 14:04 Relatório | (15-6, 8-15, 2-10)     |     |                  | Centro de Esportes de Villa María del Triunfo Árbitro(s): Pedro López (MEX) |

| 5 de agosto 15:30 Relatório | Figueroa – Puentes | 2-0 | Bernal Arévalo – Rodríguez | Centro de Esportes de Villa María del Triunfo Árbitro(s): Jorge Luis Balbi (ARG) |
| 5 de agosto 15:30 Relatório | (15-3, 15-3)       |     |                            | Centro de Esportes de Villa María del Triunfo Árbitro(s): Jorge Luis Balbi (ARG) |

| 6 de agosto 17:06 Relatório | Domínguez – Bastarrica | 0-2 | Figueroa – Puentes | Centro de Esportes de Villa María del Triunfo Árbitro(s): Dardo Heber Ferreira (URU) |
| 6 de agosto 17:06 Relatório | (1-15, 1-15)           |     |                    | Centro de Esportes de Villa María del Triunfo Árbitro(s): Dardo Heber Ferreira (URU) |

| 6 de agosto 17:41 Relatório | Bernal Arévalo – Rodríguez | 0-2 | Andrade Blason – Spahn | Centro de Esportes de Villa María del Triunfo Árbitro(s): Dardo Heber Ferreira (URU) |
| 6 de agosto 17:41 Relatório | (6-15, 5-15)               |     |                        | Centro de Esportes de Villa María del Triunfo Árbitro(s): Dardo Heber Ferreira (URU) |

| 7 de agosto 16:38 Relatório | Andrade Blason – Spahn | 2-0 | Domínguez – Bastarrica | Centro de Esportes de Villa María del Triunfo Árbitro(s): Dardo Heber Ferreira (URU) |
| 7 de agosto 16:38 Relatório | (15-3, 15-7)           |     |                        | Centro de Esportes de Villa María del Triunfo Árbitro(s): Dardo Heber Ferreira (URU) |

| 7 de agosto 17:10 Relatório | Medina – Darriba | 2-0 | Bernal Arévalo – Rodríguez | Centro de Esportes de Villa María del Triunfo Árbitro(s): Leonardo Gabrie Mondada (URU) |
| 7 de agosto 17:10 Relatório | (15-2, 15-5)     |     |                            | Centro de Esportes de Villa María del Triunfo Árbitro(s): Leonardo Gabrie Mondada (URU) |

| 8 de agosto 14:02 Relatório | Figueroa – Puentes | 2-0 | Medina – Darriba | Centro de Esportes de Villa María del Triunfo Árbitro(s): Alfonso Franco Romero (CHI) |
| 8 de agosto 14:02 Relatório | (15-13, 15-3)      |     |                  | Centro de Esportes de Villa María del Triunfo Árbitro(s): Alfonso Franco Romero (CHI) |

| 8 de agosto 15:08 Relatório | Domínguez – Bastarrica | 0-2 | Bernal Arévalo – Rodríguez | Centro de Esportes de Villa María del Triunfo Árbitro(s): Leonardo Gabrie Mondada (URU) |
| 8 de agosto 15:08 Relatório | (1-15, 2-15)           |     |                            | Centro de Esportes de Villa María del Triunfo Árbitro(s): Leonardo Gabrie Mondada (URU) |

### Disputa pelo bronze
| 9 de agosto 15:22 Relatório | Andrade Blason – Spahn | 2-0 | Bernal Arévalo – Rodríguez | Centro de Esportes de Villa María del Triunfo Árbitro(s): Andrés Emilio Caballero (CUB) |
| 9 de agosto 15:22 Relatório | (15-0, 15-2)           |     |                            | Centro de Esportes de Villa María del Triunfo Árbitro(s): Andrés Emilio Caballero (CUB) |

### Disputa pelo ouro
| 10 de agosto 11:38 Relatório | Figueroa – Puentes | 2-0 | Medina – Darriba | Centro de Esportes de Villa María del Triunfo Árbitro(s): Alfonso Franco Romero (CHI) |
| 10 de agosto 11:38 Relatório | (15-4, 15-7)       |     |                  | Centro de Esportes de Villa María del Triunfo Árbitro(s): Alfonso Franco Romero (CHI) |